# Tonic (Jazzclub)
Tonic war ein Jazzclub in New York City.
Das Tonic (107 Norfolk Street, New York City) war eine Spielstätte für experimentelle und Avantgarde-Musik; der Club bestand von 1998 bis 2007. Dort präsentierten unter anderem Cat Power, Sonic Youth, Yoko Ono, Cecil Taylor, Dave Douglas, Norah Jones oder Medeski, Martin & Wood ihre Musik. Beim Abschiedskonzert traten u. a. Marc Ribot, Ned Rothenberg, Matthew Shipp und Butch Morris auf.
Im Tonic entstanden Konzertmitschnitte u. a. von Marco Benevento, Andrea Centazzo, Fred Frith, Milford Graves, Dennis González, Christian McBride, William Parker, Jenny Scheinman, Elliott Sharp, Wadada Leo Smith und John Zorn.